# Сервилло, Тони
Тони Сервилло (итал. Toni Servillo; род. 25 января 1959, Афрагола, Кампания, Италия) — итальянский актёр кино и режиссёр оперного и драматического театра. После достаточно долгой успешной карьеры в национальном кинематографе Тони Сервилло в конце 2000-х годов снискал и международную славу, снявшись в главных ролях в фильмах лидеров нового поколения итальянских режиссёров Паоло Соррентино (роль Джулио Андреотти в фильме «Изумительный») и Маттео Гарроне (роль босса мафии Франко в фильме «Гоморра»). Оба фильма были номинированы на Золотую пальмовую ветвь кинофестиваля в Канне. Выдающимся достижением актёра стала роль стареющего писателя-плейбоя Джепа Гамбарделлы в фильме П. Соррентино 2013 года «Великая красота», за которую он получил премию Европейской киноакадемии.
Другая сторона творчества Тони Сервилло — постановки опер, среди которых выделяются «Отчаявшийся муж» (итал. Il marito disperato) Доменико Чимарозы и «Фиделио» Людвига ван Бетховена в оперном театре Сан-Карло (Неаполь) и «Борис Годунов» Модеста Мусоргского в театре Сан-Карлуш (Лиссабон), где он в 2003-м уже ставил «Ариадну в Наксосе» Рихарда Штрауса.

## Фильмография
| Год  | Кинокартина                                                            | Роль                              | Примечания |
| ---- | ---------------------------------------------------------------------- | --------------------------------- | --- |
| 1987 | Человек, который выращивал деревья                                     | Рассказчик в (итальянской версии) | Короткометражный анимационный фильм |
| 1992 | Смерть математика из Неаполя (итал. Morte di un matematico napoletano) | Пьетро                            | |
| 1993 | Rasoi                                                                  |                                   | |
| 1997 | Везувианцы                                                             | (эпизод «La Salita»)              | Номинация — Серебряная лента за лучшую мужскую роль |
| 1998 | Театр войны (итал. Teatro di guerra)                                   | Франко Турко                      | |
| 2001 | One Man Up                                                             | Антонио Писапиа                   | Angers European First Film Festival — Jean Carment Award Номинация — Премия «Давид ди Донателло» за лучшую мужскую роль Номинация — Серебряная лента за лучшую мужскую роль                                                                       |
| 2001 | Красная луна                                                           | Америго                           | |
| 2004 | Последствия любви (англ. The Consequences of Love)                     | Титта ди Джироламо                | Премия «Давид ди Донателло» за лучшую мужскую роль Серебряная лента за лучшую мужскую роль Номинация — Премия Европейской киноакадемии |
| 2004 | Notte senza fine                                                       | Салем                             | |
| 2005 | Incidenti                                                              | Рассказчик (голос)                | |
| 2005 | Суббота, воскресенье и понедельник (итал. Sabato, domenica e lunedì)   | Пеппино Приоре                    | телефильм |
| 2007 | Il pianto della statua                                                 | Статуя (голос)                    | |
| 2007 | Девушка у озера (итал. La ragazza del lago)                            | Джованни Санцио                   | Премия «Давид ди Донателло» за лучшую мужскую роль Серебряная лента за лучшую мужскую роль 64-й Венецианский кинофестиваль — Pasinetti Award |
| 2007 | Не трать своё время, Джонни!                                           | Доменико Фаласко                  | |
| 2008 | Гоморра                                                                | Франко                            | Italian Golden Globe Award for Best Actor |
| 2008 | Изумительный (итал. Il divo)                                           | Джулио Андреотти                  | Премия «Давид ди Донателло» за лучшую мужскую роль Серебряная лента за лучшую мужскую роль Golden Ciak for Best Actor Премия Европейской киноакадемии (также за Гоморру)                                                                          |
| 2008 | Non chiederci la parola                                                | Статуи (голос)                    | |
| 2010 | Горбачёв                                                               | Горбачёв                          | |
| 2010 | Мы верили (итал. Noi credevamo)                                        | Джузеппе Мадзини                  | |
| 2010 | Спокойная жизнь (итал. Una vita tranquilla)                            | Розарио Руссо                     | 5-й кинофестиваль в Риме — Серебряный Марк Аврелий за лучшую мужскую роль Номинация — Серебряная лента за лучшую мужскую роль |
| 2011 | Бриллиант                                                              | Эрнесто Ботта                     | Номинация — Серебряная лента за лучшую мужскую роль |
| 2012 | Спящая красавица (итал. Bella addormentata)                            | Улиано Беффарди                   | |
| 2012 | Это был сын (итал. È stato il figlio)                                  | Никола Чирауло                    | |
| 2013 | Да здравствует свобода (итал. Viva la libertà)                         | Энрико Оливери и Джованни Эрнани  | Golden Ciak for Best Actor Номинация — Премия «Давид ди Донателло» за лучшую мужскую роль |
| 2013 | Великая красота                                                        | Джеп Гамбарделла                  | Премия «Давид ди Донателло» за лучшую мужскую роль Special Nastro d’Argento (также за Спящую красавицу и Да здравствует свобода) Премия Европейской киноакадемии Golden Ciak for Best Actor Номинация — Italian Golden Globe Award for Best Actor |
| 2016 | Откровения (итал. Le confessioni)                                      | Роберто Салюс                     | |
| 2017 | Дай себе волю                                                          | Элия                              | |
| 2017 | Девушка в тумане                                                       | инспектор Фогель                  | |
| 2018 | Лоро (итал. Loro)                                                      | Сильвио Берлускони                | |
| 2019 | Девушка в лабиринте                                                    | Детектив Дженко                   | |
| 2021 | Рука Бога                                                              | Саверио Скиза                     | |